# فهرست قنات‌های شهرستان هریس
جدول زیر بر اساس آمار وزارت جهاد کشاورزیتهیه شده‌است. فهرست زیر قنات‌های شهرستان هریس در استان آذربایجان شرقی را نشان می‌دهد.
| نام قنات           | موقعیت                 | نزدیک‌ترین روستا | طول قنات (متر) | تعداد میله چاه | عمق مادر چاه | دبی (لیتر بر ثانیه) | سطح زیر کشت (هکتار) |
| ------------------ | ---------------------- | --------------- | -------------- | -------------- | ------------ | ------------------- | ------------------- |
| ائل چمنی           | بخش مرکزی شهرستان هریس | مهرام           | ۰              | ۰              | ۰            | ۰                   | ۰                   |
| اج کهریز           | بخش خواجه شهرستان هریس | افمشرد          | ۱۰۰۰           | ۰              | ۰            | ۵                   | ۷۵۰                 |
| اراکهریز           | بخش خواجه شهرستان هریس | قیزقاپان        | ۱۵۰            | ۸              | ۸            | ۷                   | ۲۵                  |
| اشاق مسجد کهریزی   | بخش خواجه شهرستان هریس | عبدالجبار       | ۱۴۰            | ۷              | ۶            | ۰                   | ۱۲۰                 |
| اشاقابلاغ          | بخش مرکزی شهرستان هریس | مهرام           | ۰              | ۰              | ۰            | ۰                   | ۰                   |
| اشاقی بولاغ        | بخش مرکزی شهرستان هریس | قره گونی        | ۳۰۰            | ۰              | ۰            | ۱                   | ۴۰۰                 |
| اشترخان            | بخش خواجه شهرستان هریس | اربالان         | ۳۰۰            | ۰              | ۰            | ۶                   | ۲۵                  |
| اغاج چوخوری        | بخش خواجه شهرستان هریس | جیغناب          | ۶۰۰            | ۳۰             | ۶            | ۵                   | ۸۰                  |
| اقا باباکهریزی     | بخش خواجه شهرستان هریس | ولیلو           | ۶۰۰            | ۳۰             | ۶            | ۵                   | ۱۲۰                 |
| اکبرکهریزی         | بخش مرکزی شهرستان هریس | شهرهریس         | ۰              | ۰              | ۰            | ۰                   | ۰                   |
| ایاغ کهریزی        | بخش خواجه شهرستان هریس | قیزقاپان        | ۲۱۰            | ۱۲             | ۶            | ۸                   | ۳۰                  |
| ایمانقلی کهریزی    | بخش مرکزی شهرستان هریس | خشک ناب         | ۱۸۵            | ۹              | ۵            | ۵                   | ۳۰                  |
| باش بلاغ           | بخش مرکزی شهرستان هریس | قره گونی        | ۳۰۰            | ۰              | ۰            | ۱                   | ۴۰۰                 |
| باش کهریز          | بخش خواجه شهرستان هریس | قیزقاپان        | ۱۶۰            | ۸              | ۵            | ۵                   | ۱۲                  |
| بیوک کهریز         | بخش خواجه شهرستان هریس | سراق            | ۶۵۰            | ۴۰             | ۶            | ۱۵                  | ۲۰۰                 |
| بیگ بلاغی          | بخش مرکزی شهرستان هریس | جمال‌آباد        | ۸۲۶            | ۰              | ۰            | ۴                   | ۱۵۰                 |
| تازه کهریز         | بخش خواجه شهرستان هریس | سراق            | ۸۵۰            | ۳۵             | ۶            | ۱۵                  | ۲۰۰                 |
| تازه کهریز         | بخش مرکزی شهرستان هریس | شهرهریس         | ۴۰۰            | ۲۰             | ۰            | ۶۰                  | ۸۰                  |
| تپه کهریزی         | بخش خواجه شهرستان هریس | بیلوردی         | ۸۰۰            | ۷۱             | ۷            | ۲                   | ۲۴۰                 |
| جوادکهریزی         | بخش خواجه شهرستان هریس | افمشرد          | ۱۲۰۰           | ۰              | ۰            | ۱۴                  | ۷۵۰                 |
| جیف کهریزی         | بخش مرکزی شهرستان هریس | شهرهریس         | ۳۵۰            | ۱۶             | ۰            | ۴۵                  | ۵۰                  |
| حاج احمدکهریزی     | بخش مرکزی شهرستان هریس | شهرهریس         | ۱۲۰۰           | ۲۵             | ۰            | ۲۰                  | ۹                   |
| داش بلاخ           | بخش مرکزی شهرستان هریس | برازین          | ۱۰۰            | ۵              | ۳            | ۶                   | ۵                   |
| دال گونی کهریزی    | بخش خواجه شهرستان هریس | عبدالجبار       | ۴۰۰            | ۲۴             | ۶            | ۶                   | ۲۴۰                 |
| دوزکهریزی          | بخش مرکزی شهرستان هریس | شهرهریس         | ۶۰۰            | ۳۰             | ۰            | ۴۵                  | ۱۰۰                 |
| دیبک چشمه          | بخش خواجه شهرستان هریس | افمشرد          | ۱۰۰۰           | ۰              | ۰            | ۵                   | ۷۵۰                 |
| رحمت بلاغی         | بخش مرکزی شهرستان هریس | برازین          | ۱۲۰            | ۶              | ۴            | ۷                   | ۴                   |
| سبیل آچاران        | بخش مرکزی شهرستان هریس | شهرهریس         | ۶۰۰            | ۳۰             | ۰            | ۴۵                  | ۱۰۰                 |
| سفیربیگ            | بخش مرکزی شهرستان هریس | شهرهریس         | ۶۰۰            | ۴۰             | ۰            | ۶۰                  | ۵۰                  |
| شمشاد              | بخش مرکزی شهرستان هریس | تازه کند سفلی   | ۲۰۰            | ۰              | ۰            | ۱۰                  | ۴۵                  |
| علی بابانیگ کهریزی | بخش مرکزی شهرستان هریس | بینق            | ۲۰۰            | ۰              | ۰            | ۸                   | ۱۸                  |
| عمران‌آباد          | بخش مرکزی شهرستان هریس | شهرهریس         | ۴۰۰            | ۲۰             | ۰            | ۲۰                  | ۱۰۰                 |
| غریبلو             | بخش مرکزی شهرستان هریس | مقصودلو         | ۷۰             | ۰              | ۰            | ۱۰                  | ۱۲۰                 |
| فتح علی کهریزی     | بخش مرکزی شهرستان هریس | کرمجوان         | ۶۰۰            | ۰              | ۰            | ۲۰                  | ۹۰۰                 |
| قالی قانی کهریز    | بخش خواجه شهرستان هریس | عبدالجبار       | ۵۰۰            | ۲۵             | ۷            | ۵                   | ۱۲۰                 |
| قره بلاغ           | بخش مرکزی شهرستان هریس | مقصودلو         | ۱۵۰            | ۰              | ۰            | ۴                   | ۸۰                  |
| قره بلاغ           | بخش مرکزی شهرستان هریس | خشک ناب         | ۰              | ۰              | ۰            | ۱۵                  | ۱۱۰                 |
| قره قوردچایی       | بخش خواجه شهرستان هریس | خرمالو          | ۱۰۰            | ۵              | ۷            | ۲                   | ۴۰                  |
| قره کهریز          | بخش خواجه شهرستان هریس | افمشرد          | ۱۰۰۰           | ۰              | ۰            | ۱۲                  | ۷۵۰                 |
| قشالق              | بخش مرکزی شهرستان هریس | موسی لو         | ۲۶۰            | ۰              | ۰            | ۱۵                  | ۶۰۰                 |
| قوری کهریز         | بخش مرکزی شهرستان هریس | شهرهریس         | ۶۰۰            | ۳۰             | ۰            | ۴۵                  | ۱۰۰                 |
| قولتوخ چمن         | بخش مرکزی شهرستان هریس | مقصودلو         | ۲۰۰            | ۰              | ۰            | ۸                   | ۱۲۰                 |
| لوله کهریزی        | بخش خواجه شهرستان هریس | قیزقاپان        | ۱۶۰            | ۱۵             | ۶            | ۸                   | ۳۵                  |
| ماروخ              | بخش مرکزی شهرستان هریس | زرنق            | ۲۰۰            | ۰              | ۰            | ۲۵                  | ۳۰۰                 |
| مشی بولاغی         | بخش خواجه شهرستان هریس | قیزقاپان        | ۶۰             | ۴              | ۵            | ۶                   | ۲۰                  |
| مقال قانی کهریز    | بخش خواجه شهرستان هریس | جیغناب          | ۷۲             | ۵              | ۶            | ۱۰                  | ۱۰۰                 |
| ملاچشمه سی         | بخش مرکزی شهرستان هریس | زرنق            | ۱۰۰            | ۰              | ۰            | ۵                   | ۲۰۰                 |
| موسی بیگ حصاری     | بخش مرکزی شهرستان هریس | موسی لو         | ۲۰۰            | ۰              | ۰            | ۱٫۵                 | ۶۰۰                 |
| میرحمزه کهریزی     | بخش مرکزی شهرستان هریس | خشک ناب         | ۳۵۰            | ۰              | ۶            | ۰                   | ۶۵                  |
| میرزا احمدکهریزی   | بخش مرکزی شهرستان هریس | شهرهریس         | ۱۵۰            | ۱۰             | ۰            | ۸                   | ۱۳                  |
| میرزاعبداله        | بخش مرکزی شهرستان هریس | شهرهریس         | ۸۰۰            | ۴۰             | ۰            | ۳۰                  | ۲۶                  |
| نبق قراغی          | بخش مرکزی شهرستان هریس | شهرهریس         | ۰              | ۰              | ۰            | ۰                   | ۰                   |
| نجف کهریزی         | بخش مرکزی شهرستان هریس | شهرهریس         | ۰              | ۰              | ۰            | ۰                   | ۰                   |
| پیره کهریزی        | بخش مرکزی شهرستان هریس | برازین          | ۴۵۰            | ۲۲             | ۱۲           | ۸                   | ۳۰                  |
| چای کهریزی         | بخش مرکزی شهرستان هریس | شهرهریس         | ۵۵۰            | ۱۵             | ۰            | ۴۵                  | ۱۰۰                 |
| چشمه باشی          | بخش مرکزی شهرستان هریس | زرنق            | ۵۰۰            | ۰              | ۰            | ۱۵                  | ۲۵۰                 |
| چشمه کهریزی        | بخش خواجه شهرستان هریس | عبدالجبار       | ۲۰۰            | ۲۲             | ۵            | ۱۰                  | ۵۰                  |
| چشمه کهریزی        | بخش خواجه شهرستان هریس | عبدالجبار       | ۱۴۰            | ۷              | ۶            | ۵                   | ۶۰                  |
| چمن کهریزی         | بخش خواجه شهرستان هریس | ولیلو           | ۱۰۰۰           | ۵۰             | ۸            | ۶                   | ۱۸۵                 |
| کجی بلاغی          | بخش مرکزی شهرستان هریس | جمال‌آباد        | ۵۳۶            | ۰              | ۰            | ۱۰                  | ۲۰۰                 |
| کلنگ‌آباد           | بخش مرکزی شهرستان هریس | تازه کند سفلی   | ۳۰۰            | ۰              | ۰            | ۷                   | ۶۰                  |
| کندکهریزی          | بخش خواجه شهرستان هریس | بیلوردی         | ۱۱۰۰           | ۶۳             | ۹            | ۸                   | ۲۲۰                 |
| کهریز              | بخش خواجه شهرستان هریس | ینگجه           | ۴۰۰            | ۲۰             | ۸            | ۱۰                  | ۴۰                  |
| کهریز              | بخش خواجه شهرستان هریس | امنه            | ۵۰۰            | ۰              | ۰            | ۱۰                  | ۲۵۰                 |
| کهریز              | بخش خواجه شهرستان هریس | گورچین          | ۸۰۰            | ۰              | ۰            | ۹                   | ۲۰۰                 |
| کهریز              | بخش خواجه شهرستان هریس | شیخ رجب         | ۲۰۰            | ۰              | ۰            | ۸                   | ۴۰                  |
| کهریز              | بخش مرکزی شهرستان هریس | برازین          | ۱۸۰            | ۹              | ۱۵           | ۱۵                  | ۵۰                  |
| کهریز              | بخش خواجه شهرستان هریس | عبدالجبار       | ۳۰۰            | ۱۴             | ۶            | ۸                   | ۷۰                  |
| کهریز              | بخش مرکزی شهرستان هریس | گلوانق          | ۹۰۰            | ۰              | ۰            | ۱۵                  | ۲۰                  |
| کهریز اوقاف        | بخش خواجه شهرستان هریس | شهرک            | ۴۰۰            | ۱۵             | ۷            | ۱۰                  | ۹۰                  |
| کهنه کهریز         | بخش مرکزی شهرستان هریس | کرمجوان         | ۵۰۰            | ۰              | ۰            | ۸                   | ۴۰۰                 |
| کهنه کهریز         | بخش مرکزی شهرستان هریس | کلوانق          | ۶۰۰            | ۰              | ۰            | ۰                   | ۳۰                  |
| کی باشن            | بخش مرکزی شهرستان هریس | زرنق            | ۶۰۰            | ۰              | ۰            | ۱۵                  | ۴۰۰                 |
| گودیر              | بخش مرکزی شهرستان هریس | کلوانق          | ۱۰۰۰           | ۰              | ۰            | ۰                   | ۳۰                  |
| گول باشی           | بخش مرکزی شهرستان هریس | مهرام           | ۲۶۵            | ۰              | ۰            | ۵                   | ۴۰                  |
| یوخاری چای کهریزی  | بخش خواجه شهرستان هریس | خرمالو          | ۲۰۰            | ۱۹             | ۹            | ۲                   | ۱۸۰                 |
| بالا کهریز         | بخش خواجه شهرستان هریس | شهرک            | 300            | ۸              | ۷            | 2                   | 6                   |